# Clyde Harvey
Clyde Martin Harvey (ur. 9 listopada 1948 w Port-of-Spain) – trynidadzki duchowny katolicki, biskup Saint George’s na Grenadzie od 2017.

## Życiorys
Święcenia kapłańskie otrzymał 27 czerwca 1976 i został inkardynowany do archidiecezji Port of Spain. Pracował głównie jako duszpasterz parafialny oraz jako wykładowca filozofii w miejscowym seminarium. Był także m.in. wicerektorem seminarium (1976–1979) oraz wikariuszem biskupim ds. duchowieństwa (2011–2017).
23 czerwca 2017 papież Franciszek mianował go biskupem diecezji Saint George’s na Grenadzie. Sakry udzielił mu 29 lipca 2017 arcybiskup Nicolas Girasoli.